# Grecia en los Juegos Olímpicos de Sapporo 1972
Grecia estuvo representada en los Juegos Olímpicos de Sapporo 1972 por tres deportistas masculinos que compitieron en esquí alpino.
El portador de la bandera en la ceremonia de apertura fue el esquiador alpino Panagiotis Alexandris. El equipo olímpico griego no obtuvo ninguna medalla en estos Juegos.